# The Grouch (film 1918 Apfel)
The Grouch è un film muto del 1918 diretto da Oscar Apfel.

## Produzione
Il film, che in origine aveva il titolo Pirates' Gold, fu prodotto dalla World Film.

## Distribuzione
Il copyright del film, richiesto dalla World Film Corp., fu registrato il 24 ottobre 1918 con il numero LU13009. Distribuito dalla World Film, il film uscì nelle sale cinematografiche statunitensi il 25 novembre 1918.
Non si conoscono copie ancora esistenti della pellicola che viene considerata presumibilmente perduta.